# Selvazzano Dentro
Selvazzano Dentro (Selvasan o Sevalsan in veneto) è un comune italiano di 22 941 abitanti della provincia di Padova in Veneto.

## Geografia fisica
Il territorio comunale di Selvazzano Dentro si estende ad ovest di Padova ed è costituito da una pianura di origine alluvionale, dalla quale si elevano le alture di Montecchia (m 44) e del Mottolo (m 26), estreme propaggini nord-orientali del sistema dei Colli Euganei.
È attraversato da ovest a est dal corso del fiume Bacchiglione che divide il capoluogo in due parti, una alla destra e una alla sinistra del fiume. Questo aspetto ha inciso anche sul toponimo: l'aggettivo "Dentro" fa riferimento alla posizione del centro dell'abitato, situato alla destra del corso del Bacchiglione (de qua dall'acqua come si legge in documenti del secolo XVII).

## Storia

### Preistoria ed età romana
Le prime testimonianze della presenza dell'uomo nel territorio di Selvazzano risalgono alla tarda età del bronzo (XVII secolo a.C.) quando vi si stabilirono popolazioni paleovenete conosciuti col nome di Naliniani. Numerosi reperti archeologici, seppur non rilevanti sotto il profilo artistico, attestano questo antico popolamento dell'area.
In epoca romana iniziò una prima fase di trasformazione del territorio. Furono creati due importanti assi viari, la strada Montanara, che unisce Padova ai Colli Euganei e la strada Pelosa, che collega Padova e Vicenza, e furono realizzati "rialzi" stradali, sopraelevati rispetto al piano della campagna, rendendo così utilizzabili i collegamenti viari anche durante le frequenti piene del Bacchiglione.

I reperti archeologici di epoca romana comprendono: iscrizioni latine (I-II secolo d.C.), tubazioni di acquedotto in trachite, materiale fittile (ciotole, anfore, mattoni bollati, ecc.), resti di abitazioni di età imperiale.

Il toponimo stesso ha origine romana e il nome Selvazzano deriva probabilmente da Salvitius, un assegnatario di un fondo agricolo. Non è invece dimostrata l'origine del nome Selvazzano come selva di Giano, in riferimento ad un bosco sacro al dio Giano. A questa origine del toponimo si ispira tuttavia l'attuale stemma comunale.

### Medioevo
Ai secoli successivi alla caduta dell'Impero romano d'Occidente risalgono quattro piroghe recuperate nell'alveo del Bacchiglione nel 1972, datate al VII-VIII secolo d.C.

Il periodo alto-medievale è povero di testimonianze mentre è accertato un notevole sviluppo demografico a partire dal secolo XI. È infatti nei primi secoli del II millennio che si formano i nuovi abitati di Selvazzano, Tencarola, Montecchia, Canton, Vegri della Barca e Caselle, che daranno vita ad altrettanti comuni rurali.

Nel territorio comunale sorse inoltre il monastero benedettino di Santa Maria di Quarta, del quale esiste ancora una porzione dell'abside della chiesa ormai scomparsa.
In epoca medievale contribuiscono alla trasformazione del territorio tanto alcuni enti religiosi quanto i ricchi feudatari del luogo come i Maltraversi, i Capodilista, i Da Selvazzano e gli Scrovegni, che si contesero duramente il territorio comunale.

### Dominazione veneziana
Con l'avvento della Repubblica di Venezia (1405) Selvazzano segue la riorganizzazione della gestione amministrativa del territorio della terraferma veneziana, che viene ripartito in podestarie e vicariati. In un primo tempo i comuni rurali esistenti vennero via via esautorati della propria autonomia e inclusi nella vicaria di Teolo, quindi si formarono vasti latifondi di proprietà di nobili famiglie veneziane come i Capodilista, i Contarini, i Pisani, i Renier e i Pesaro.
A quest'epoca (XVI-XVII secolo) risale la costruzione di alcuni edifici di grande pregio architettonico: Ca' Bigolin (1530-1550) lungo la riva destra del Bacchiglione; la villa Capodilista sul colle di Montecchia, opera di Dario Varotari il Vecchio (1539-1596); Ca' Folco-Zambelli (fine del XVI secolo), lungo la riva sinistra del Bacchiglione a Tencarola.

### Da Napoleone all'unità d'Italia
Con la caduta di Venezia il territorio comunale fu soggetto prima al dominio napoleonico e quindi ricompreso nel regno Lombardo-Veneto. È in quest'epoca che viene costituito il comune di Selvazzano. I limiti amministrativi del comune vengono fissati nel 1810 e riconfermati dal governo austriaco nel 1815. Con l'annessione del Veneto all'Italia (1866), Selvazzano diviene parte del Regno d'Italia e vede nuovamente riconfermati i propri confini.
Tra Settecento e Ottocento soggiornarono a Selvazzano numerosi letterati, tra i quali Ippolito Pindemonte, Vittorio Alfieri, Madame de Staël e Ugo Foscolo, ospiti nella villa di Melchiorre Cesarotti.
Nella seconda metà del XIX secolo vennero realizzate numerose opere pubbliche tra cui la costruzione del ponte sul Bacchiglione a Selvazzano (1870), il palazzo municipale (1878), la bonifica di una vasta area paludosa (1882), la ricostruzione e l'innalzamento degli argini dopo l'alluvione del 1882.

### Il XX secolo
Con il nuovo secolo comincia anche la trasformazione di Selvazzano da borgo rurale a periferia della città. Segnano questa fase di sviluppo urbano la scomparsa dei mulini dal Bacchiglione (1913), la costruzione della tranvia Padova-Abano-Torreglia/Villa di Teolo e del tratto Tencarola-Villa di Teolo (1911), la costruzione delle scuole elementari nel capoluogo, a Tencarola e a Caselle, la costruzione della chiesa di Caselle (1925).
Nel 1956 viene demolita la medievale chiesa di San Bartolomeo a Tencarola per fare posto all'attuale. Sempre nel secondo dopoguerra viene costruita la nuova chiesa parrocchiale di Selvazzano e sono costituite le nuove parrocchie di Feriole (1955) e di San Domenico (1969).

### Simboli
Lo stemma e il gonfalone sono stati approvati con delibera del consiglio comunale del 17 settembre 1955 e concessi con decreto del presidente della Repubblica del 16 luglio 1985.
La composizione dello stemma fa riferimento alla leggenda secondo la quale anticamente qui si trovava una selva sacra al dio Giano.
Il gonfalone è un drappo di azzurro.

## Società

### Evoluzione demografica
Abitanti censiti

## Monumenti e Luoghi di Interesse

### Villa Emo Capodilista
Villa Emo Capodilista è una residenza storica circondata da splendidi giardini. Costruita nel XVI secolo, questa villa rappresenta un capolavoro dell'architettura veneta, caratterizzata da affreschi, giardini all'italiana e vigneti circostanti.
All'interno della stessa tenuta, sempre appartenente alla famiglia Emo Capodilista, sopra un rilievo chiamato "Mottolo" si erge il Castello del Mottolo di epoca medioevale, costituito da una massiccia torre centrale, circondata da parti più antiche appartenenti al XIII secolo. 

### Villa Cesarotti
Villa Cesarotti rappresenta uno dei luoghi di maggiore interesse artistico e culturale del territorio. Si hanno testimonianze che una barchessa fosse di proprietà del notaio Paolo Cesarotti già nel 1668. Nel 1781, dopo la morte del fratello Francesco, la proprietà passò a Melchiorre Cesarotti che ne fece la sua residenza di campagna. Dopo la vendita di un altro terreno a Selvazzano per ripagare i debiti contratti dal fratello, Cesarotti iniziò la ristrutturazione della villa.
La barchessa fu restaurata e inaugurata dall'Amministrazione comunale nell'aprile del 2014. Il complesso è oggi un luogo di animazione e di promozione della cultura, dedicato in particolare ai giovani. L'annesso giardino storico, di circa 15.000 m², è stato riorganizzato tenendo a mente la concezione di giardino romantico che aveva voluto Cesarotti nella sua prima realizzazione.

## Cultura

### Feste, fiere
- ogni venerdì mattina: mercato settimanale a Tencarola
- maggio: festa del "Maggio Feriolese" a Feriole
- fine maggio: sagra di Maria Ausiliatrice a Caselle
- fine agosto: sagra di San Bartolomeo a Tencarola
- inizio ottobre: sagra del Rosario a Selvazzano (comune)

### Media
A Selvazzano hanno avuto sede due importanti televisioni interregionali; R.T.R. e TeleNordest.

#### Stampa
Sono due i quotidiani storici che si occupano attualmente della cronaca locale della città: il Gazzettino e il Mattino di Padova. Da giugno 2021 viene distribuito gratuitamente il mensile Il Giornale Di nel supplemento denominato Il Giornale di Selvazzano Dentro.

## Economia
Nel territorio comunale di Selvazzano sono presenti 1736 imprese, di cui 521 artigiane. Per il 97% si tratta di imprese con meno di quindici dipendenti, con oltre mille aziende unipersonali. Sono inoltre presenti due aziende con oltre 250 dipendenti.

Il settore dell'industria manifatturiera e delle costruzioni conta 427 imprese. Operano invece nel commercio 587 imprese.

## Infrastrutture e trasporti
Fra il 1911 e il 1952 in località Tencarola era presente una stazione intermedia della tranvia Padova-Abano-Torreglia; fino al 1937 tale impianto funse altresì da località di diramazione per la tratta verso Villa di Teolo. Oggi, per andare da Padova a Selvazzano, è presente la linea urbana 12 Selvazzano di Busitalia Veneto. Contrariamente, da Selvazzano si può raggiungere il centro di Padova con il 12FERROVIA, che dopo aver attraversato il Prato della Valle e le Riviere, terminerà la corsa al capolinea situato appunto in ferrovia (stazione).

## Amministrazione

### Sindaci dal 1946
| Nominativo                                           | Nominativo                                        | Partito / Coalizione                              | Periodo                                           | Elezione                                          |
| Sindaci eletti dal Consiglio comunale (1946-1995)    | Sindaci eletti dal Consiglio comunale (1946-1995) | Sindaci eletti dal Consiglio comunale (1946-1995) | Sindaci eletti dal Consiglio comunale (1946-1995) | Sindaci eletti dal Consiglio comunale (1946-1995) |
| ---------------------------------------------------- | ------------------------------------------------- | ------------------------------------------------- | ------------------------------------------------- | ------------------------------------------------- |
|                                                      | Gregorio Barbiero                                 | Democrazia Cristiana                              | 1946-1956                                         | 1946                                              |
| 1951                                                 | Gregorio Barbiero                                 | Democrazia Cristiana                              | 1946-1956                                         |                                                   |
|                                                      | Romeo Chiarotto                                   | Democrazia Cristiana                              | 1956-1957                                         | 1956                                              |
|                                                      | Ildo Ciampini                                     | Democrazia Cristiana                              | 1957-1964                                         | (1956)                                            |
| 1960                                                 | Ildo Ciampini                                     | Democrazia Cristiana                              | 1957-1964                                         |                                                   |
|                                                      | Vittorio Marangon                                 | Democrazia Cristiana                              | 1964-1971                                         | 1964                                              |
| 1970                                                 | Vittorio Marangon                                 | Democrazia Cristiana                              | 1964-1971                                         |                                                   |
|                                                      | Giuseppe Rebonato                                 | Democrazia Cristiana                              | 1971-1980                                         | (1970)                                            |
| 1975                                                 | Giuseppe Rebonato                                 | Democrazia Cristiana                              | 1971-1980                                         |                                                   |
|                                                      | Fausto Martini                                    | Democrazia Cristiana                              | 1980-1995                                         | 1980                                              |
| 1985                                                 | Fausto Martini                                    | Democrazia Cristiana                              | 1980-1995                                         |                                                   |
| 1990                                                 | Fausto Martini                                    | Democrazia Cristiana                              | 1980-1995                                         |                                                   |
| Sindaci eletti direttamente dai cittadini (dal 1995) |                                                   |                                                   |                                                   |                                                   |
|                                                      | Giovanna Benucci                                  | Grande coalizione                                 | 1995-1999                                         | 1995                                              |
|                                                      | Gino Borella                                      | Centro-destra                                     | 1999-2004                                         | 1999                                              |
|                                                      | Paolo Fortin                                      | Centro-sinistra                                   | 2004-2009                                         | 2004                                              |
|                                                      | Enoch Soranzo                                     | Lega Nord - LV                                    | 2009-2019                                         | 2009                                              |
| 2014                                                 | Enoch Soranzo                                     | Lega Nord - LV                                    | 2009-2019                                         |                                                   |
|                                                      | Giovanna Rossi                                    | Centro-destra                                     | 2019-2023                                         | 2019                                              |
|                                                      | Samuele De Lucia (Commiss. prefettizio)           | -                                                 | 2023-2024                                         | -                                                 |
|                                                      | Claudio Piron                                     | Centro-sinistra                                   | 2024-in carica                                    | 2024                                              |

## Sport
Per numero di atleti tesserati e data di fondazione, la prima società sportiva di Selvazzano è l'USMA Caselle, fondata nel 1963, attiva a livello dilettentistico nel calcio maschile, volley femminile, basket maschile, atletica leggera, e nelle attività di fitness. È la società dove è cresciuto calcisticamente il portiere di Fiorentina e Inter, con diverse presenze anche in nazionale, Francesco Toldo.
Altre società sportive dilettantistiche attive nel territorio comunale sono Medoacus (volley femminile e calcio maschile), Janus (calcio maschile), Selvazzano Basket (basket maschile), il Cerchio (ginnastica ritmica), e nonché una delle realtà più prestigiose nell'ambito coreutico come "Vivere il Balletto".

### Rugby
Selvazzano è una delle piazze storiche del movimento rugbistico veneto. Dopo alcuni anni di sospensione delle attività, queste sono ripartite nel 2009 con la costituzione del Selvazzano Rugby F.C., con prima squadra che milita nel campionato di Serie C e una intensa attività giovanile (minirugby da Under 6 a Under 14). La sede degli incontri e degli allenamenti è il centro sportivo comunale "Antonio Ceron".